# Kazimierz Brzeziński (pomolog)
Kazimierz Dunin-Brzeziński (ur. 1866 we Lwowie, zm. 1937) – polski pomolog.

## Życiorys
Pomolog pełniący funkcję naczelnego ogrodnika w sławuckich dobrach książąt Sanguszków. Następnie dyrektor Krajowego Zakładu Sadowniczego w Zaleszczykach. W Zaleszczykach stworzył w ogrodzie szkolnym winnice obejmujące kilka hektarów. Na ich bazie miano rozwijać produkcję win konkurujących z winami francuskimi. Włożył wiele wysiłku, aby wyhodować szczepionki winorośli, które były odporne na ostre mrozy. W lecie był w Zaleszczykach idealny, ciepły klimat dla dobrej jakości słodkich winogron. Ale zdarzały się tu od czasu do czasu ostre zimy, które mogły zniszczyć plantacje. Współpracownicy Brzezińskiego osiągnęli znaczące sukcesy w stworzeniu odpowiednich szczepionek. Podobnie rzecz się miała odnośnie do śliw renklod i grusz. Od 1920 dyrektor Państwowej Szkoły Ogrodniczej w Wólce Kapitańskiej koło Lwowa, gdzie kontynuował swoje prace nad hodowlą winorośli. Dzięki niemu w szkole nauczano podstaw winiarstwa. Od 1920 r. wykładał także ogrodnictwo na Politechnice Lwowskiej. Prezes Małopolskiego Towarzystwa Ogrodniczego. Członek Komisji Pomologicznej w Warszawie i radca lwowskiej Izby Rolniczej. Członek Lwowskiego Oddziału Polskiego Towarzystwa Botanicznego.
Współpracował z czasopismami: „Ogrodnictwo: organ Towarzystwa Ogrodniczego w Krakowie” (1898–1937), „Przegląd Ogrodniczy: organ Małopolskiego Tow. Ogrodniczego we Lwowie” (1922–1937), „Hasło Ogrodniczo-Rolnicze” (1932–1937). Był autorem m.in. wielu artykułów naukowych oraz popularnych broszur.

## Dzieła
- Sadzenie drzew owocowych wraz z opisem ważniejszych odmian owoców, (Warszawa 1914, 1919, 1927)
- Drzewa owocowe krzaczaste, (Warszawa 1920);
- Owocarstwo: wskazówki zbierania, przechowywania i pakowania owoców, (Lwów 1929)
- Polska pomologja: opis celniejszych odmian drzew owocowych polecanych do hodowli w Polsce, (Lwów 1921, 1929).
- O drzewach karłowych, „Bartnik Postępowy” 1936, nr 2, s. 57.
- Kilka słów o drzewach karłowych, „Bartnik Postępowy” 1936, nr 3, s. 89.